# Taindambo
Taindambo est une commune rurale malgache située dans la partie centre de la région de la Haute Matsiatra.